# Харрис, Кристи
Кристи Харрис (род. 20 января 1993) — австралийский боксёр. Призёр чемпионата мира 2018 года. Член сборной Австралии по боксу.

## Карьера
Четырёхкратная победительница национального чемпионата в весовой категории до 51 кг (с 2013 по 2016 гг.).
На 10-м чемпионате мира по боксу среди женщин в Индии, в поединке 1/2 финала, 22 ноября 2018 года, австралийская спортсменка встретилась с тайваньской спортсменкой Линь Ю-Тин, уступила ей 0:5 и завершила выступление на мировом первенстве, завоевав бронзовую медаль.